# هنري غرانغي
هنري غرانغي (بالفرنسية: Henri Desgrange)‏ (و. 1865 – 1940 م) هو صحافي، ودراج على الطريق، ودراج على المضمار فرنسي، مُنح وسام جوقة الشرف من رتبة فارس، وتوفي في Grimaud, Var ‏، عن عمر يناهز 75 عاماً.